# Neuvéglise

Neuvéglise este o comună în departamentul Cantal, Franța. În 1 ianuarie 2018 avea o populație de 1.123 de locuitori.